# Arsenije Loma
Arsenije Loma (en serbe cyrillique : Арсеније Лома ; né en 1778 à Gojna Gora et mort en 1815 à Brusnica) était un voïvode serbe qui combattit lors du premier et du second soulèvement serbe contre les Ottomans. Il avait le rang de buljubaša et il fut désigné par Karađorđe (Karageorges) pour commander la région de Kačer en 1811. 

## Biographie

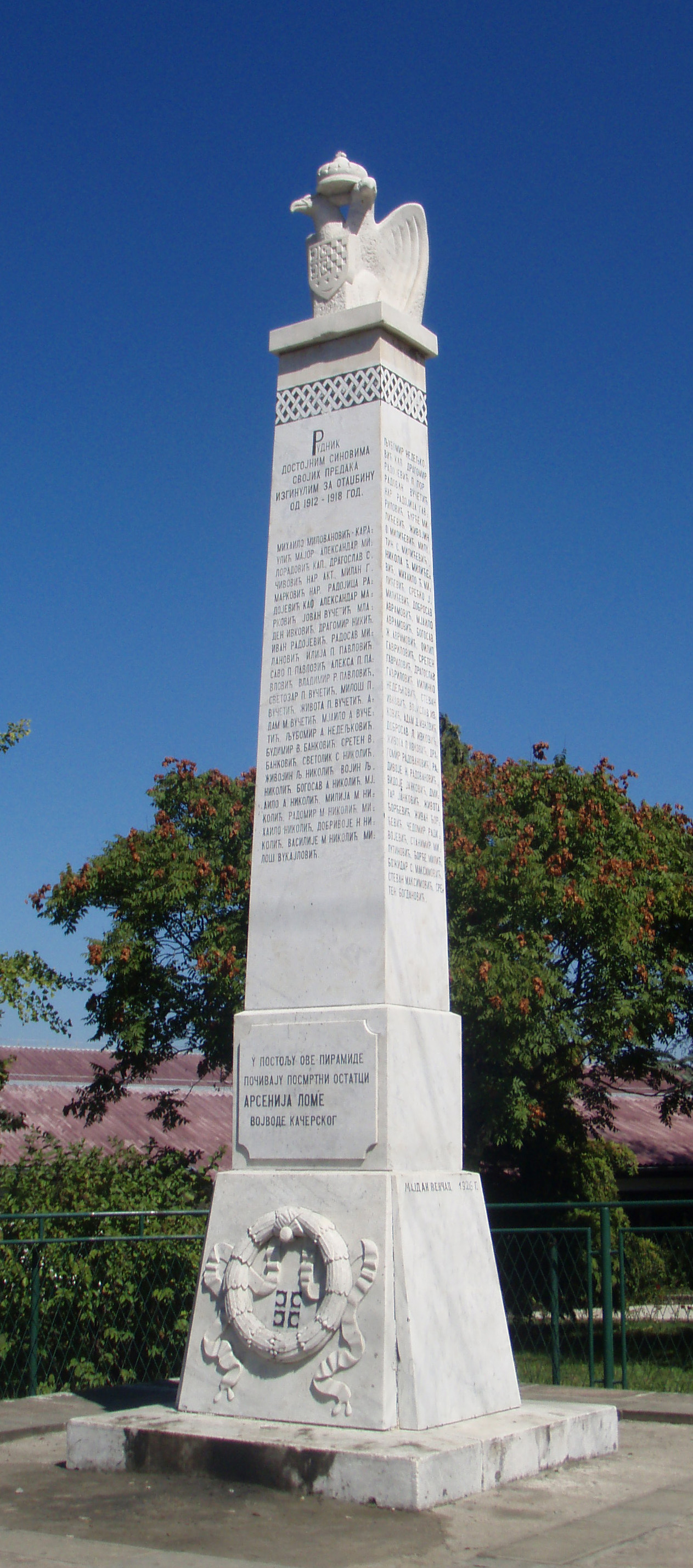
Le monument d'Arsenije Loma et des combattants de 1912-1918 à Rudnik

Loma est né Gojna Gora, dans le sandjak de Smederevo, à l'époque où la Serbie faisait encore partie intégrante de l'Empire ottoman. Immédiatement après sa naissance, son père, Joksim Knežević, s'installa à Dragolj, dans la nahija de Rudnik. On suppose que le surnom de Loma provient de la rivière Lovnica, autrefois appelée Lomnica, qui coule à Gojna Gora. 
Il avait une sœur, Pauna, qui se maria plus tard avec Milutin Savić (en)-Garašanin, dont elle eut trois fils, dont l'un fut Ilija Garašanin, qui fut Premier ministre de la principauté de Serbie entre 1861 et 1867. Selon la tradition familiale, Arsenije Loma est issu de l'ancienne famille Lomigorić.
Arsenije Loma fut l'un des instigateurs du premier soulèvement serbe contre les Ottomans. Il combattit sous le commandement du voïvode Milan Obrenović à la bataille de Rudnik et il gagna son grade de buljubaša à Kačer. En 1811, il fut nommé par Karađorđe, le chef de l'insurrection, voïvode (commandant en chef) de la région de Kačer.
Il a été tué par le neveu d'Aga Tokatlić au cours du second soulèvement serbe en 1815.